# Chiesa di Sant'Andrea Apostolo di Morego
La chiesa di Sant'Andrea è un edificio religioso della frazione di Morego, nel quartiere genovese di Bolzaneto, in val Polcevera. La sua comunità parrocchiale fa parte del vicariato di Bolzaneto dell'arcidiocesi di Genova.

## Storia e descrizione
Citata per la prima volta in un documento del 1143, tra i primi rettori della chiesa vi fu la nomina di un prete Omodeo il 1º febbraio del 1188.
Nel corso dei secoli l'edificio subì diverse ricostruzioni e rifacimenti come nel XII secolo e tra il XIII e il XIV secolo; un atto notarile dell'11 gennaio 1661 cita proprio le spese per il restauro effettuato tra il 1659 e il 1660, calcolate sulle 1621 lire genovesi. L'ultimo impianto del XVII secolo fu infine allungato nel corso del 1904.
Saranno in tempi recenti le frequenti alluvioni che porteranno provvisoriamente per tre anni alla chiusura della chiesa al culto religioso fino all'ultimo intervento di restauro e conservazione effettuato dal provveditorato alle opere pubbliche, dalla curia arcivescovile genovese e dalla popolazione locale. Il 21 dicembre del 1980 sarà l'arcivescovo di Genova cardinal Giuseppe Siri a riaprire l'edificio alla comunità di Morego.